# Coryanthes maculata
Coryanthes maculata là một loài lan. Đây là loài điển hình của chi Coryanthes.